# Liste des lieux-dits du comté de Saint-Jean
Voici la liste des hameaux et lieux-dits du comté de Saint-Jean. Cette liste est destinée à accueillir tous les lieux-dits, hameaux et quartiers du comté de Saint-Jean, au Nouveau-Brunswick, de manière à les situer dans leur municipalités respectives. Les archives provinciales du Nouveau-Brunswick recensent 211 lieux, auxquels s'ajoutent quelques-uns recensés par des chercheurs comme William Francis Ganong.
- Haut – A
- B
- C
- D
- E
- F
- G
- H
- I
- J
- K
- L
- M
- N
- O
- P
- Q
- R
- S
- T
- U
- V
- W
- X
- Y
- Z

|   | Noms                 | Municipalité                           | Type      |
| - | -------------------- | -------------------------------------- | --------- |
| B | Bains Corner         | Paroisse de Saint Martins              | hameau    |
|   | Baxters Corner       | Simonds                                | hameau    |
|   | Black River          | Simonds                                | hameau    |
| C | Cap Spencer          | Simonds                                | hameau    |
|   | Chance Harbour       | Musquash                               | hameau    |
|   | Coleraine            | Fairfield                              | hameau    |
| D | Dipper Harbour Est   | Musquash                               | hameau    |
|   | Dipper Harbour Ouest | Musquash                               | hameau    |
| F | Fairfield            | Fairfield                              | hameau    |
|   | Five Fathom Hole     | Musquash                               | lieu-dit  |
| G | Garnet Settlement    | Simonds                                | hameau    |
|   | Gardner Creek        | Fairfield                              | hameau    |
|   | Gardner Creek Beach  | Fairfield                              | hameau    |
|   | Gooseberry Cove      | Musquash                               | hameau    |
|   | Grove Hill           | Simonds                                | hameau    |
| H | Haut-Loch Lomond     | Simonds                                | hameau    |
| L | Lac-Retreat          | Musquash                               | hameau    |
|   | Lepreau              | Lepreau (comté de Charlotte), Musquash | hameau    |
|   | Loch Lomond          | Simonds                                | hameau    |
| M | Mispec               | Simonds                                | hameau    |
|   | Musquash             |                                        | hameau    |
|   | Musquash Sud         | Musquash                               | hameau    |
| P | Pointe-Lepreau       | Lepreau (comté de Charlotte), Musquash | lieud-dit |
|   | Primrose             | Simonds                                | hameau    |
| Q | Quaco Road           | Simonds                                | hameau    |
| T | Tynemouth Creek      | Paroisse de Saint Martins, Fairfield   | hameau    |
| W | West Beach           | Simonds                                | lieu-dit  |
|   | Willow Grove         | Simonds                                | hameau    |